# Filmfonden
Filmfonden blev oprettet som følge af filmloven fra 1964, ligesom også Filmrådet blev det. 
Filmfondens blev finansieret af biografbilletafgiften på 15 % og biografbevillingsafgiften samt et mindre årligt beløb direkte fra Kulturministeriet. Inden for  dette budget skulle Filmfonden administrere Statens Filmcentral, Det  Danske Filmmuseum, Filmrådets og Biografrådets virksomhed, en ny  filmuddannelse samt yde økonomisk støtte til produktion af kort- og  spillefilm. formålet med Filmfonden var at fremme  filmkunsten i Danmark. Den nye lov blev kaldt ’verdens bedste  filmlov’.
Filmfonden uddelte præmier, Filmfondens præmie, blandt til Knud Viktors film Akvarel.